# Écoulement post-nasal
 Mise en garde médicale
L'écoulement post-nasal, également connu sous le nom de syndrome de toux d'origine des voies respiratoires supérieures, survient lorsqu'un excès de mucus est produit par la muqueuse nasale. L'excès de mucus s'accumule à l'arrière du nez, et éventuellement dans la gorge une fois qu'il coule au fond de la gorge. Elle peut être causée par une rhinite, une sinusite, un reflux gastro-œsophagien (RGO) ou par un trouble de la déglutition. D'autres causes peuvent être les allergies, le rhume, la grippe et les effets secondaires des médicaments.
L’écoulement de mucus au fond de la gorge depuis la cavité nasale est un processus physiologique normal qui se produit chez tous les individus en bonne santé. Il peut être considéré comme un syndrome et un symptôme, en tenant compte des variations selon les différentes sociétés.

## Signes et symptômes
L'écoulement post-nasal peut se manifester par la présence constante d’un inconfort au niveau des voies respiratoires supérieures. Elle est classiquement décrite comme la sensation d'une substance « coulant dans la gorge » et peut également se manifester par une rhinorrhée, un raclement de gorge constant et une toux. Il s'agit de l'une des étiologies les plus courantes de la toux chronique, définie comme une toux persistant au-delà de 8 semaines.
L'écoulement post-nasal peut être une cause d'inflammation et d'hyperréactivité du larynx, entraînant des symptômes de dysfonctionnement des cordes vocales ,,.

## Causes

### RGO
Le RGO est souvent associé à une forte prévalence de symptômes des voies respiratoires supérieures similaires à ceux de l'écoulement post-nasal, tels que la toux, le raclement de gorge, l'enrouement et le changement de la voix. Le reflux provoque une irritation de la gorge, entraînant une sensation d'augmentation du mucus dans la gorge, ce qui aggraverait et, dans certains cas, provoquerait un écoulement post-nasal.

### Rhinite allergique
La rhinite allergique est une affection courante dans laquelle l'exposition à des allergènes entraîne la libération de médiateurs inflammatoires, tels que l'histamine, qui provoquent des éternuements, une rhinorrhée, des démangeaisons oculaires et une congestion nasale. 

### Rhinite non allergique
La rhinite non allergique est une affection caractérisée par des symptômes de rhinite, notamment une rhinorrhée et une obstruction nasale, mais avec des résultats négatifs aux tests d'allergie cutanée et sérique. 

### Sinusite
La sinusite est une inflammation ou une infection des cavités des sinus. La sinusite aiguë présente des symptômes qui durent moins de quatre semaines, tandis que la sinusite chronique dure plus de 12 semaines. Cette irritation persistante peut entraîner une production accrue de mucus en raison de voies pro-inflammatoires, produisant des symptômes d'écoulement post-nasal.

## Mécanisme
Le mécanisme exact de l'écoulement post-nasal dépend de son étiologie, mais implique généralement une production accrue de mucus par la muqueuse nasale. En plus de procurer l’odorat, la cavité nasale sert à filtrer et à réguler la température et l’humidité de l’air inspiré. La muqueuse nasale peut produire des sécrétions, ou mucus, qui assurent la lubrification et la protection de la cavité nasale. Cette production de mucus est activée par le système nerveux autonome ; plus précisément, les neuropeptides cholinergiques sont responsables de l'augmentation de la production de mucus. L'excès de mucus peut s'écouler vers l'arrière dans les voies respiratoires supérieures et inférieures, ce qui, avec d'autres irritants physiques et chimiques, peut activer les récepteurs des voies respiratoires, ce qui entraîne une toux physiologique protectrice.

## Diagnostic
Le diagnostic dépend à la fois d'une anamnèse détaillée et d'un examen clinique pour aider à déterminer son étiologie. L'histoire peut commencer par une sensation de respiration nasale obstruée ou de « nez bouché » avec ou sans écoulement nasal. Si une rhinite allergique est suspectée, des antécédents familiaux d'affections allergiques ainsi que des antécédents personnels d'autres affections associées telles qu'une allergie alimentaire, l'asthme et la dermatite atopique peuvent être évalués. La rhinite allergique présente classiquement davantage de symptômes d'éternuements, de démangeaisons oculaires et de problèmes respiratoires, bien qu'il soit difficile de distinguer les différents types de rhinite par la seule symptomatologie,. L'inspection visuelle peut révéler une respiration buccale, évocatrice d'une obstruction nasale, ou un pli horizontal sur le nez (causé par le « salut allergique »).
En l’absence de tests diagnostiques spécifiques, il peut être difficile de diagnostiquer uniquement à partir des antécédents de symptômes, car l’étiologie est large et les symptômes peuvent être très généraux. En tant que tel, des procédures suggestives mettant en évidence la rhinite et les sécrétions mucopurulentes, telles que la nasoendoscopie, peuvent plutôt être utilisées en raison de la nature vague des informations disponibles pour attribuer directement des symptômes spécifiques au syndrome,.

## Traitement
Les options de traitement dépendent de la nature de l'écoulement post-nasal d'un individu et de sa cause. Des antibiotiques peuvent être prescrits s'il est le résultat d'une sinusite bactérienne. Dans les cas où il est causé par une rhinite allergique ou une rhinite irritante, il peut être bénéfique d’éviter les allergènes ou les facteurs irritants tels que les squames, la fumée de cigarette et les produits de nettoyage. Les antihistaminiques sont particulièrement utiles en cas de rhinite allergique et peuvent être bénéfiques dans certains cas de rhinite non allergique. Les antihistaminiques de première génération tels que la chlorphéniramine et la clémastine sont plus puissants mais ont des effets sédatifs plus importants ; des antihistaminiques de dernière génération peuvent être utilisés pour réduire ces effets. L'azélastine, un antihistaminique topique, est approuvé pour le traitement de la rhinite allergique et non allergique en raison de ses effets anti-inflammatoires uniques distincts de son antagonisme des récepteurs de l'histamine.
Les stéroïdes intranasaux peuvent également être bénéfiques chez les patients qui ne répondent pas aux antihistaminiques. Dans une méta-analyse, il a été démontré que les stéroïdes intranasaux améliorent mieux les symptômes de la rhinite non allergique en quatre semaines qu'un placebo. Les décongestionnants tels que la pseudoéphédrine peuvent resserrer les vaisseaux sanguins de la muqueuse nasale et entraîner une diminution de la production de mucus. Les anticholinergiques tels que le bromure d'ipratropium peuvent aider à réduire les sécrétions en bloquant les effets parasympathiques sur la muqueuse nasale,.
Une étude a montré que les symptômes de drainage postnasal s'amélioraient après 8 à 16 semaines de traitement par lansoprazole 30 mg deux fois par jour, indépendamment de la présence ou de l'absence de symptômes typiques du RGO.
D'autres méthodes, telles que boire des liquides chauds et utiliser une irrigation nasale saline, peuvent être utiles pour gérer les symptômes, mais leur efficacité exacte n'est pas claire dans la littérature médicale.

## Épidémiologie
Étant donné que l'écoulement post-nasal est souvent caractérisé comme un symptôme plutôt que comme une affection distincte, son incidence exacte est inconnue et varie selon son étiologie. La rhinite chronique, qui comprend la rhinite allergique et non allergique, peut toucher 30 à 40 % de la population. La rhinite non allergique est plus fréquente chez les femmes que chez les hommes.